# Lea Massari
Lea Massari (nom artístic d’Anna Maria Massatani; Roma, 30 de juny de 1933 — 23 de juny de 2025) fou una actriu italiana.
Va passar la infància entre Espanya, França i Suïssa, seguint la carrera professional del seu pare. Va estudiar arquitectura i va treballar com a model abans d’introduir-se en el món del cinema a través del dissenyador de vestuari Piero Gherardi. Va adoptar el nom de Lea en homenatge al seu promès, Leo, que va morir en un accident abans del seu casament.
Va debutar al cinema el 1955 amb Le donne ci tengono, i es va fer cèlebre amb L’avventura (1960) de Michelangelo Antonioni. El 1985 va rebre el premi David di Donatello per Segreti segreti de Giuseppe Bertolucci. Va treballar amb directors com Louis Malle, Dino Risi, Francesco Rosi i també amb cineastes espanyols com Carlos Saura i Mario Camus.
El 1963 es va casar amb Carlo Bianchini, antic pilot d’Alitalia. La parella es va separar el 2004 i no va tenir fills. L'actriu es va retirar als anys noranta i es va implicar en la defensa dels drets dels animals.

## Filmografia destacada
Selecció de pel·lícules de la filmografia de Lea Massari,
- Proibito (1954), de Mario Monicelli
- Sogni nel cassetto (1957), de Renato Castellani
- L’avventura (1960), de Michelangelo Antonioni
- Una vita difficile (1961), de Dino Risi
- L’insoumis (1964), d’Alain Cavalier
- Il colosso di Rodi (1961), de Sergio Leone
- Una vita difficile (1961), de Dino Risi
- Le cose de la vie (1970), de Claude Sautet
- Le souffle au cœur (1971), de Louis Malle
- La prima notte di quiete (1972), de Valerio Zurlini
- Les rendez-vous d’Anna (1978), de Chantal Akerman
- Cristo si è fermato a Eboli (1979), de Francesco Rosi
- Segreti segreti  (1985), de Giuseppe Bertolucci.